# Haywood Highsmith
Haywood Lee Highsmith Jr. (Baltimore, Maryland, 9 de diciembre de 1996) es un baloncestista estadounidense que pertenece a la plantilla de los Miami Heat de la NBA. Con 1,96 metros de estatura, juega en la posición de alero.

## Trayectoria deportiva

### Universidad
Jugó cuatro temporadas con los Cardinals de la Universidad Jesuita de Wheeling, de la División II de la NCAA, en las que promedió 15,4 puntos, 9,9 rebotes, 2,2 asistencias, 1,4 tapones y 1,3 robos de balón por partido. En su última temporada fue elegido Jugador del Año de la Mountain East Conference, e incluido en el primer equipo All-American de la División II.

### Profesional

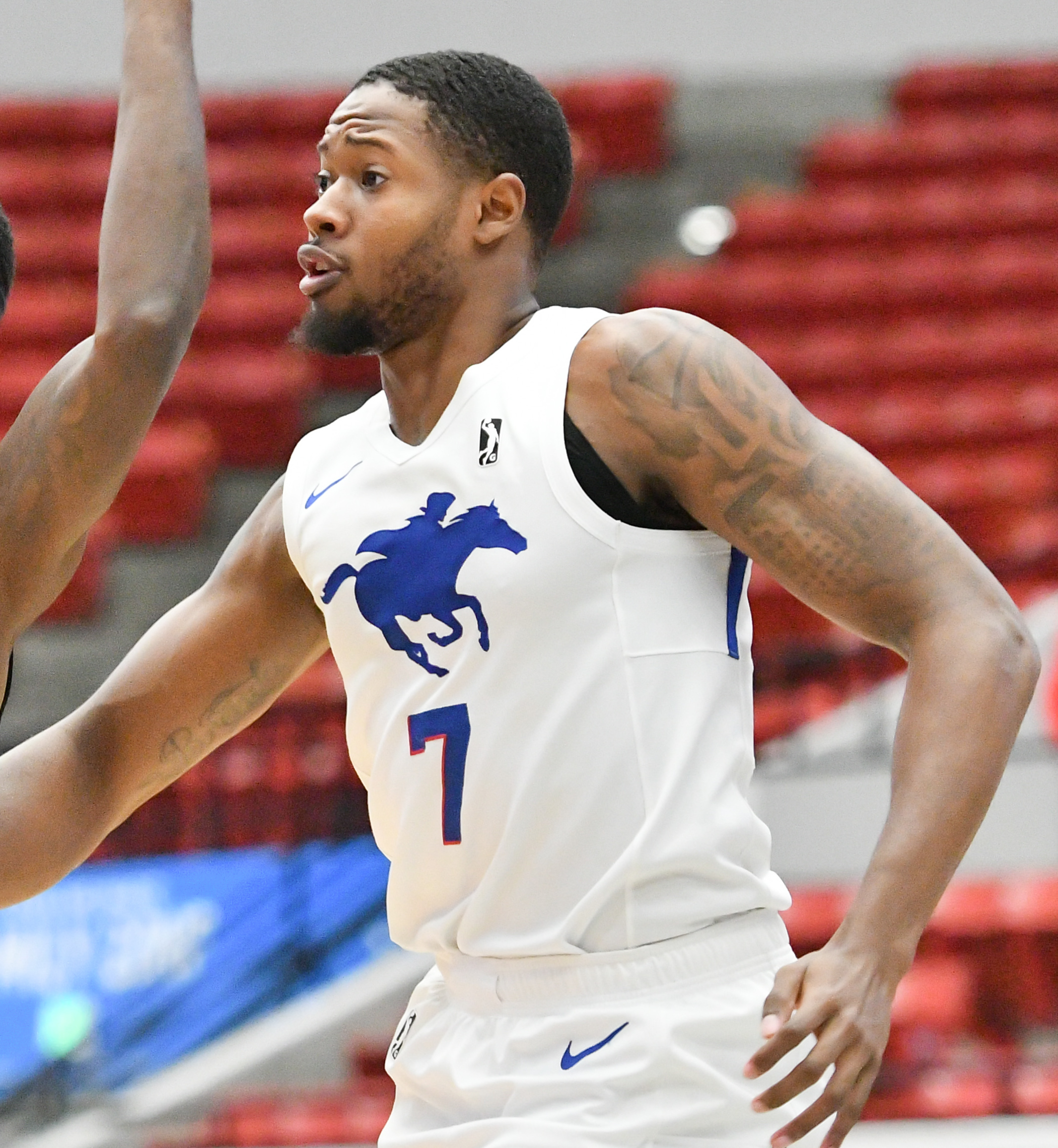
Highsmith en 2019 con Delaware Blue Coats.

Tras no ser elegido en el Draft de la NBA de 2018, firmó contrato con los Delaware Blue Coats de la G League tras pasar una prueba. Disputó 21 partidos en los que promedió 13,8 puntos y 7,1 rebotes. El 8 de enero de 2019 firmó un contrato dual con los Philadelphia 76ers de la NBA y su filial, su equipo hasta entonces, los Blue Coats. Debutó ese mismo día ante los Washington Wizards, tras haber jugado unas horas antes con el equipo de la G League.
El 26 de julio de 2021, firma por el Vanoli Cremona de la Lega Basket Serie A, la primera categoría del baloncesto italiano.
El 24 de agosto de 2021, firma por el Philadelphia 76ers de la Liga NBA, pero es cortado, regresando a los Delaware Blue Coats.
El 30 de diciembre de 2021, firmó un contrato de 10 días con los Miami Heat. Tras tres contratos de diez días acabó firmando por tres temporadas.
En julio de 2024 firma una extensión de contrato con los Heat, por dos temporadas y $11 millones.

## Estadísticas de su carrera en la NBA

### Temporada regular
| Año     | Equipo       | PJ  | PT | MPP  | %TC  | %3P  | %TL  | RPP | APP | ROB | TPP | PPP |
| ------- | ------------ | --- | -- | ---- | ---- | ---- | ---- | --- | --- | --- | --- | --- |
| 2018-19 | Philadelphia | 5   | 0  | 8.0  | .400 | .200 | .000 | 1.0 | .4  | .2  | .0  | 1.8 |
| 2021-22 | Miami        | 19  | 1  | 8.6  | .348 | .321 | .400 | 1.4 | .3  | .1  | .2  | 2.3 |
| 2022-23 | Miami        | 54  | 11 | 17.9 | .431 | .339 | .464 | 3.5 | .8  | .7  | .3  | 4.4 |
| 2023-24 | Miami        | 66  | 26 | 20.7 | .465 | .396 | .639 | 3.2 | 1.1 | .8  | .5  | 6.1 |
| 2024-25 | Miami        | 74  | 42 | 24.6 | .458 | .382 | .721 | 3.4 | 1.5 | .9  | .5  | 6.5 |
| Total   | Total        | 218 | 80 | 20.0 | .449 | .374 | .605 | 3.1 | 1.1 | .7  | .4  | 5.4 |

### Playoffs
| Año   | Equipo | PJ | PT | MPP  | %TC  | %3P  | %TL   | RPP | APP | ROB | TPP | PPP |
| ----- | ------ | -- | -- | ---- | ---- | ---- | ----- | --- | --- | --- | --- | --- |
| 2022  | Miami  | 8  | 0  | 3.9  | .429 | .600 | —     | .6  | .4  | .0  | .0  | 1.1 |
| 2023  | Miami  | 18 | 0  | 8.9  | .615 | .500 | .800  | 1.3 | .3  | .6  | .1  | 3.3 |
| 2024  | Miami  | 5  | 0  | 25.1 | .357 | .188 | 1.000 | 2.8 | 1.6 | .2  | .2  | 4.8 |
| 2025  | Miami  | 4  | 0  | 21.0 | .579 | .467 | —     | 3.3 | 1.0 | .8  | .5  | 7.3 |
| Total | Total  | 35 | 0  | 11.5 | .516 | .404 | .833  | 1.6 | .6  | .4  | .1  | 3.5 |

## Vida personal
El martes 6 de febrero de 2024 se vio involucrado en un accidente de coche. Haywood atropelló con su coche a una persona que estaba intentando ayudar a otro conductor que se había quedado atascado en medio de la calzada. La víctima, de 21 años, sufrió una amputación parcial de la pierna derecha, así como fracturas en la izquierda y en el brazo derecho. No se le realizaron pruebas de alcohol o drogas cuando llegaron las fuerzas del orden.